# Soulèvement de la nuit de la Saint-George
Le soulèvement de la nuit de la Saint-George en 1343–1345 (estonien : Jüriöö ülestõus) est une tentative infructueuse de la population estonienne indigène du duché d'Estonie, de l'évêché d'Ösel-Wiek, et des territoires insulaires de l'État monastique des chevaliers Teutoniques pour se débarrasser des dirigeants et des propriétaires danois et allemands, qui avaient conquis le pays au XIIIe siècle pendant la croisade livonienne, et d'éradiquer la religion chrétienne.
Après un succès initial, la révolte a pris fin par l'invasion de l'ordre Teutonique.
En 1346, le duché d'Estonie est vendu par le roi du Danemark pour 19 000 marcs de Cologne à l'ordre Teutonique.
Le passage de la souveraineté du Danemark à l'État monastique des chevaliers Teutoniques a eu lieu le 1er novembre 1346.

## Contexte
Avec la conquête d'Ösel (Saaremaa) par l'ordre de Livonie en 1261, l'Estonie est complètement conquise par les croisés allemands et danois.
Les nouveaux dirigeants imposent des taxes et devoirs même si la population locale conserve certains droits individuels, comme le droit de porter les armes.
L'oppression se durcit alors que la nouvelle classe dirigeante commence à construire des manoirs dans tout le pays.
Le poids des devoirs dus aux maîtres laïcs s'ajoute à la répression religieuse et aux exigences économiques imposées par l'Eglise.
La région est aussi politiquement instable.
Les provinces estoniennes de Harria (Harju) et de Vironia (Viru) ont été conquises par le Danemark mais, au XIVe siècle, la puissance du royaume s'est affaiblie.
L'Estonie est divisée entre le parti pro-danois dirigé par l'évêque Olaf de Reval et le parti pro-allemand dirigé par le capitaine Marquard Breide.
Ainsi, parmi les vassaux des Danois dans le duché d'Estonie, 80% sont des Allemands de Westphalie, 18% sont des Danois et 2% sont estoniens.

## Le début du soulèvement

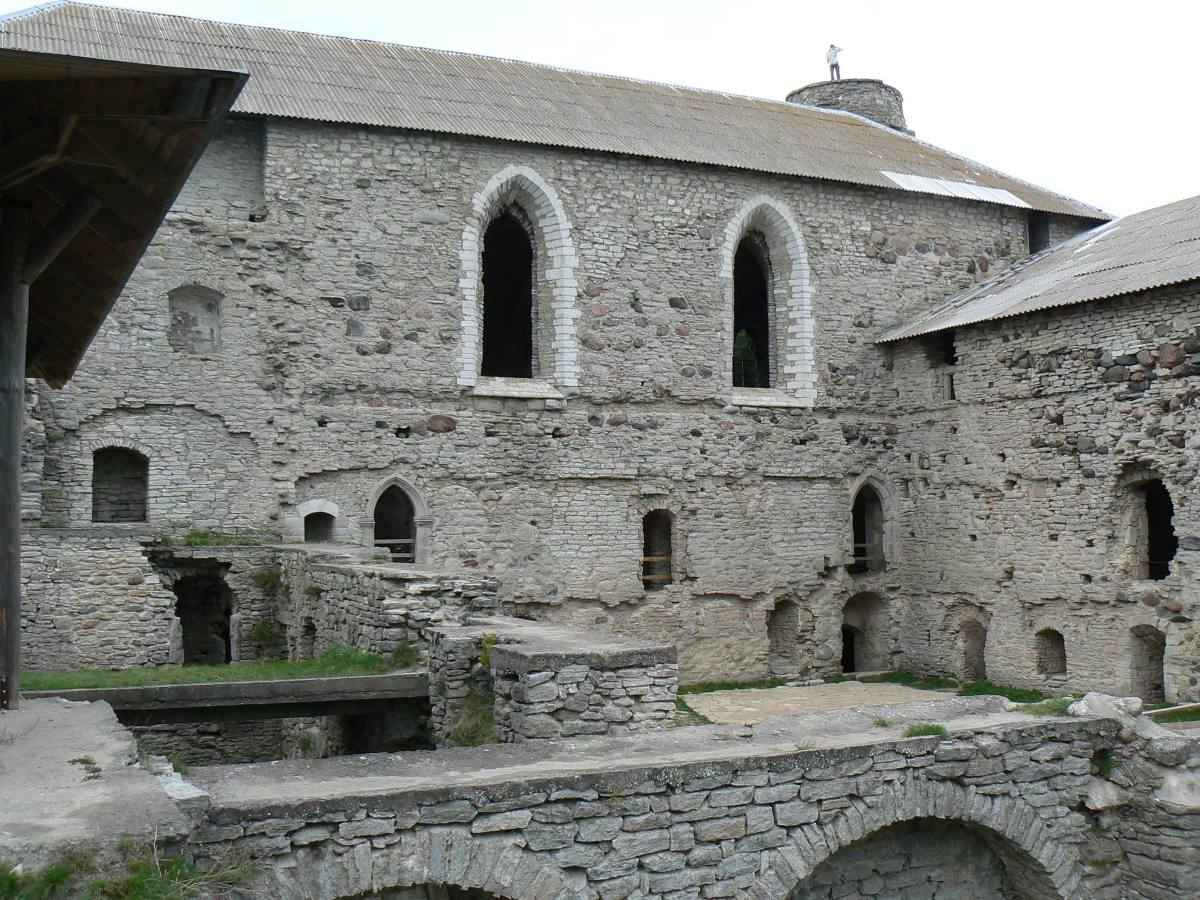
Abbaye de Padise.

La nuit de la Saint-George (23 avril) 1343, la mise à feu d'une maison au sommet d'une colline est le signal d’une attaque coordonnée des Allemands de l'Harria.
Le plan est de « tuer tous les Allemands avec femmes et enfants. Et ce fut fait en commençant par les vierges, les femmes, les serviteurs et servantes, gentilshommes et roturiers, jeunes et vieux; tous ceux qui avait du sang allemands devaient périr. ».
Selon cette Chronique rimée des jeunes de Livonie, après avoir renoncé au christianisme, les forces rebelles sillonnent toute la province de Harria, brûlent tous les manoirs de la noblesse et tuent tous les Allemands qu'ils trouvent.
Entre autres, ils incendient l'abbaye cistercienne de Padise et massacrent les 28 moines qui n'ont pu s’échapper.
La chronique ajoute que les femmes et enfants allemands épargnés par les hommes sont tués par les femmes, qui par la suite incendient les églises et les cabanes de moines.
À la suite du succès initial, les Estoniens élisent quatre rois parmi les leurs.
Les rois ainsi que l'armée rebelle de 10 000 hommes font le siège de Reval (Tallinn).
Lors de la première bataille de Tallinn, les Estoniens vainquent les chevaliers.
Cependant, les dirigeants de la rébellion ont peur que les Allemands et les Danois se soient remis du choc initial, auquel cas le gouvernement estonien pourrait ne pas être en mesure de résister à l'assaut conjoint de leurs ennemis.
Par conséquent, ils envoient une délégation auprès du Bailli d'Åbo et de Vyborg pour les informer du fait que les Allemands de l'Harria ont été tués.
Ils leur disent aussi que l'armée estonienne fait le siège de Reval, mais qu'ils sont prêts à remettre cette ville danoise au roi de Suède si les Suédois envoient de l'aide.
Les Baillis promettent de lever une armée et de venir en Estonie.

## Propagation de la rébellion
Quelques jours plus tard, les Estoniens du comté de Rotalia renoncent au christianisme et tuent tous les Allemands qu'ils trouvent.
Quand la campagne est sous contrôle estonien, l'armée rebelle assiège Hapsal, la capitale de l'évêché d'Ösel-Wiek.
Selon la version de Renner version de la Chronique rimée des jeunes de Livonie, 1800 allemands sont tuées dans le Läänemaa.
Selon les versions de Hermann von Wartberge et de Balthasar Russow, le nombre de 1 800  ou   2 000 allemands tués fait référence aux provinces d'Harria ou d'Harria et de Vironia.

## Mort des quatre rois

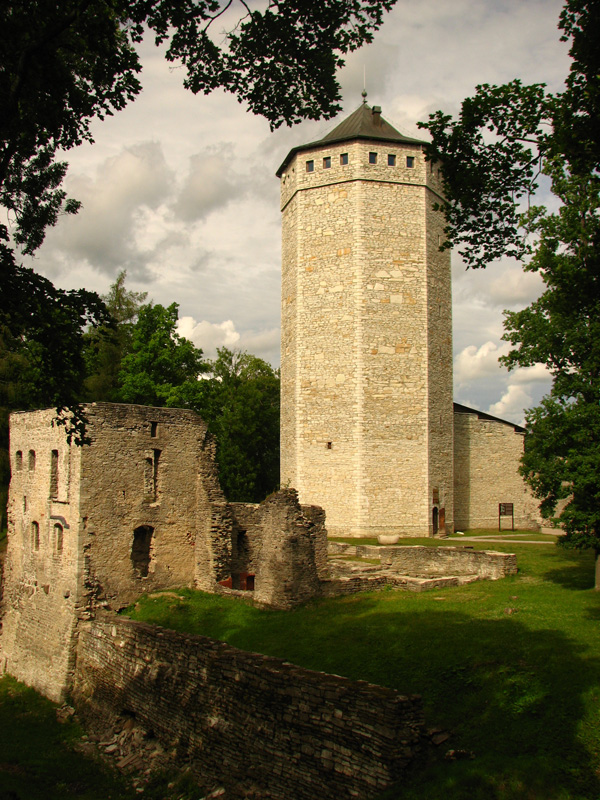
Ruines du château de Paide.

Peu après le massacre, les survivants terrifiés s'acheminent vers le château de Weissenstein (Paide).
Le Vogt du château envoie immédiatement un message au Maître de l'Ordre de Livonie pour l'informer de la situation.
le Maître de Livonie, Burchard von Dreileben, envoie aux Estoniens un Frère qu'ils connaissent et qui parle leur langue et leur demande d'envoyer une délégation à Weissenstein pour y expliquer la raison pour laquelle ils ont renoncé christianisme et tué tous les Allemands.
Il promet aussi de redresser les torts et d'établir de bonnes relations avec les Estoniens.
Les Estoniens envoient leurs quatre rois à Weissenstein, accompagnés de trois écuyers.
Les Estoniens permettent également à l'évêque de Reval de traverser par le territoire tenu par les rebelles pour qu'il puisse participer aux pourparlers.
Parmi les nombreux membres de haut rang de l'Ordre de Livonie qui viennent à Paide, citons le Maître Burchard von Dreileben, les commandeurs (Komturs) de Fellin (Viljandi) et de Riga, le Vogt de Jervia (Järva).
Le grand nombre de chevaliers qui arrivent aux pourparlers indique que le véritable but de la réunion était de neutraliser les rois estoniens, puis d'attaquer l'armée rebelle sans chefs.
Même après la déclaration de la trêve, les Chevaliers de l'Ordre attaqueront un camp de 500 Estoniens à Ravila .
Le 4 mai, les deux parties s'assoient pour les pourparlers.
Le Maître de l'Ordre Livonie est le porte-parole du côté allemand lors de la conférence. Les rois estoniens proposent de devenir vassaux de l'Ordre de Livonie, à condition qu'ils n'aient aucun suzerain au-dessus d'eux. Le maître demande pourquoi ils ont tué tant de gens, y compris les 28 moines de Padise.
La réponse est que tout allemand méritait d'être tué même s'il mesure seulement deux pieds de haut. Le Maître de l'Ordre, Burchard von Dreileben, estime la réponse outrageante, mais il déclare que les quatre rois et leur entourage devaient rester impunis et pourront garder leur liberté, mais que, jusqu'à ce que le maître soient de retour de la campagne contre l'armée estonienne, les rois ne devaient pas être autorisés à quitter le château de Weissenstein. Les quatre rois, à qui a été accordé un sauf-conduit selon le Code d'honneur, sont scandalisés. Ils demandent en vain à être libérés afin de pouvoir retrouver leur destin à la tête de leur armée.
Lorsque la délégation estonienne est escortée à leurs quartiers, elle est soudainement attaquée par ses hôtes allemands dans la cour du château.
Dans la lutte qui s'ensuit, les quatre rois et leurs écuyers sont tous tués.
La chronique accuse les émissaires d'être responsables de l’événement, arguant qu'un d'entre eux a tenté de tuer le Vogt de Jervia (Järvamaa) qui avait été affecté à l'assistance aux émissaires estoniens. Certains historiens rejettent cette explication et disent que les pourparlers étaient juste une ruse pour tuer les chefs de l'insurrection, et que la version officielle de l'incident était plutôt une tentative inepte de justifier l'assassinat, par les chevaliers teutoniques, des envoyés diplomatiques.

## Fin de la rébellion en Estonie continentale

### Bataille de Kanavere
Une importante armée dirigée par le Maître de l'Ordre se rend immédiatement à Reval.
Une force estonienne plus importante qui envoyée pour bloquer l'avance des chevaliers est interceptée par la cavalerie allemande.
Le 11 mai 1343, durant la bataille de Kanavere qui s'ensuit, les Estoniens opèrent une retraite tactique dans la tourbière de Kanavere.
Comme les chevaliers ne sont pas en mesure d'employer leur cavalerie lourde dans la tourbière, ils mettent pied à terre et continuent à se battre à pied.
La tourbière n'étant pas très grande et les forces de l'Ordre, numériquement supérieures, peuvent l'encercler complètement.
La bataille se termine par une victoire allemande.
Les pertes estoniennes durant la bataille s'élèvent à 1 600 hommes.

### Bataille de Sõjamäe
Après la bataille de Kanavere, le Maître de l'Ordre Burchard von Dreileben, souhaite ne pas engager la force principale de son armée qui campe stratégiquement à côté d'une grande tourbière, car la cavalerie lourde de l'Ordre perdrait alors de sa supériorité tactique.
Par conséquent, il décide d'utiliser la tromperie et il envoie les Vogts de Wenden (Cesis) et de Treiden (Turaida) sous prétexte de négociations de paix avec les Estoniens en faisant semblant d'être d'accord avec l'idée de vassalité sans propriétaires.
Les Estoniens acceptent l'offre et les émissaires de l'armée allemande s'en retournent.
Dans l'intervalle, Burchard Von Dreileben, a positionné deux bannières de cavalerie entre le marais et le camp estonien.
Dès que les émissaires ont transmis l'acceptation des conditions à l'Ordre, le Maître et les chevaliers décident que les Allemands tués doivent être vengés et que les Estoniens ne méritaient aucune pitié.
Le 14 mai 1343, les Allemands attaquent et les Estoniens commencent leur retraite vers la tourbière.
À cause de l'avancée des troupes de la cavalerie allemande, ils ne sont pas en mesure de terminer cette manœuvre et dans la bataille qui suit 3 000 Estoniens seront tués.
Selon la chronique, quelques Estoniens, qui avaient fait semblant d'être morts, par désespoir ont essayé de tuer des Allemands même après la fin de la bataille.
L'emplacement de la bataille est nommé Sõjamäe, (français : colline de la guerre), c'est maintenant un quartier de Lasnamäe à Tallinn.

### Conséquences de la bataille de Sõjamäe
Le Maître de l'Ordre et les magistrats de Tallinn apprennent par un déserteur allemand capturé que les Estoniens avaient ont la promesse d'assistance militaire de la Suède qui a récemment conquis plusieurs territoires danois en Scandinavie.
Les forces suédoises doivent arriver en Estonie dans les cinq jours.
Les sujets du roi danois de Tallinn, gravement affaiblis après le carnage de l'(Harju et du Viru, et craignant les intentions des suédois, placent Tallinn et les autres dominions danois d'Estonie sous la protection de l'Ordre.
Après avoir promis une compensation, le Maître de l'Ordre accepte des garnisons allemandes à Reval et Wesenberg (Rakvere).
Le bailli de Viborg arrive le 18 mai avec une armée importante et le bailli d'Åbo arrive le lendemain.
Découvrant la forteresse danoise dans les mains de l'Ordre et l'armée estonienne complètement défaite, les Suédois opèrent des pillages autour de Reval avant de reprendre la mer pour la Finlande.
Les Estoniens essayent aussi de trouver des alliés en Russie.
Deux émissaires de l'Harria sont envoyés à Pskov pour informer les Russes du massacre des Allemands en Harria et Vironia et de la disparition imminente de l'Ordre.
Les émissaires suggèrent aux Russes de piller le dominion allemande dans le sud de l'Estonie.
Le 26 mai 1343, l'Évêché de Dorpat (Tartu) subit une intrusion de 5 000 Pskoviens.
Cependant, comme la rébellion en Estonie est déjà largement écrasée, l'Ordre est capable de mettre les maraudeurs russes en déroute, en tuant environ 1000.
Dans l'intervalle , le Maître dirige la principale force de l'Ordre vers Rotalia afin de briser le siège de Hapsal.
Les Estoniens se retirent de la ville sans combat, se réfugiant à nouveau dans les tourbières.
Bientôt l'Ordre de Livonie reçoit des troupes supplémentaires de l'Ordre Teutonique de Prusse.
Au début de l'hiver, le Maître de l'Ordre de Livonie revient en Harria avec ces renforts pour et réprime la résistance résiduelle.
Les derniers bastions estoniens de l'Harria qui tombent sont Varbola et Loone (Lohu).
Dans le sillage de la répression sanglante de la rébellion, Harria est décrite comme une "terre aride et désolée."
Le chroniqueur Bartholomäus Hoeneke raconte l'histoire à propos de la tentative des Estoniens de pénétrer à l'intérieur du château de Fellin en cachant des guerriers armés dans des sacs de grain.
Le complot échoue quand une mère avertit le commandant de l'Ordre en échange de la vie de son fils .
Cette légdende, peut-être apocryphe, a inspiré plusieurs écrivains.
Après avoir cédé Reval et Wesenberg à l'Ordre de Livonie en 1343, le Danemark gravement affaibli perd également Narva en 1345.
En 1346, le roi Valdemar IV vend le duché d'Estonie aux Chevaliers teutoniques pour 19.000 marks d'argent (4 tonnes d'argent).
De plus, 6 000 marks sont payés au Margraviat de Brandebourg.
La disparition des restes de la noblesse estonienne pré-chrétienne dans le Nord- Estonie sera une autre conséquence de soulèvement de la nuit de la Saint-George.

## Rébellion d'Ösel (Saaremaa)
Le 24 juillet 1344, la veille de la Saint-Jacques, les Osiliens (en) d'Ösel (les îles de Saaremaa et de Muhumaa) renoncent au christianisme, tuent tous les Allemands et jettent les prêtres dans la mer.
Le jour même, il encerclent du château de l'ordre de Livonie de Pöide.
Le château se rend après un siège de 8 jours.
On promet libre passage au vogt du château et sa garnison de chevaliers livoniens et à tous les autres Allemands du château.
Cependant tous les défenseurs du château sont tués dès qu'ils ont franchi les portes.
Saaremaa et Muhumaa restent sous contrôle estonien jusqu'à l'hiver.
Dès que la mer entre les îles et le continent est gelée, le Maître de l'Ordre avec de nouveaux renforts de la Prusse traverse la mer et envahit Saaremaa.
L'armée allemande pille et incendie tous les villages qu'elle rencontre puis assiège la forteresse de Purtsa, un des plus grands bastions estoniens de l'île.
Durant l'hiver 1344, la veille du mardi gras, les chevaliers pénètrent dans la forteresse après la démolition de l'un des créneaux. Selon Wigand von Marburg, 2 000 personnes sont tuées dans la forteresse dont 500 Allemands. Le roi Vesse d'Oeselia est capturé, torturé puis exécuté.
Néanmoins, Saaremaa reste libre et résolument antichrétienne car l'armée allemande est contrainte de retraverser vers le continent avant que la glace de mer fonde au printemps et que les routes ne deviennent impénétrables pour les renforts de Prusse.
L'hiver 1345, l'armée chrétienne retourne à Saaremaa et en dévaste les comtés du nord en les pillant et les brûlant pendant huit jours.
Finalement, les Oeseliens demandent la paix.
Les deux parties parviennent à un accord et l'armée de l'ordre de Livonie quitte Saaremaa après que les Osiliens (en) ont accepté avec réticence à donner des otages et à démolir la forteresse de Maasilinna.
La rébellion en Ösel aura duré deux ans et en se rendant Ösel signe la fin du soulèvement de la nuit de la Saint-George.